# Wassergasse (Annweiler am Trifels)

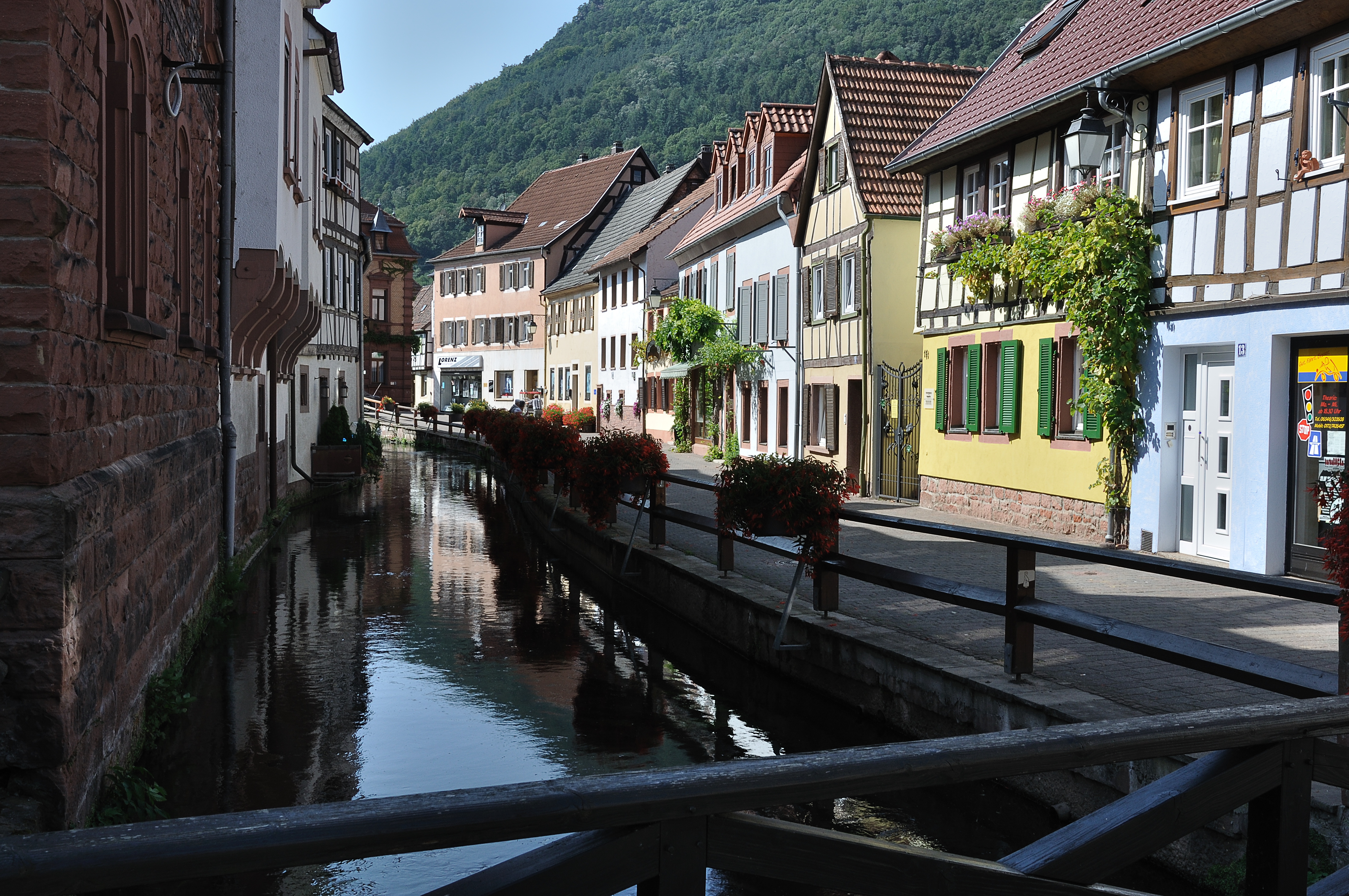
Wassergasse aus östlicher Richtung

Die Wassergasse ist eine Straße innerhalb der Innenstadt von Annweiler am Trifels.

## Lage
Die Straße ist Teil der Denkmalzone Altstadt. Unmittelbar südlich verläuft die Queich. Im Westen mündet sie in die Hauptstraße. Unweit ihres östlichen Ende zweigt nach Süden die Quodgasse ab. Der Schipkapass bildet die unmittelbare östliche Fortsetzung der Wassergasse. Mitten durch letztere verläuft außerdem der Mönchsweg, der von der Reichsburg Trifels bis nach Eußerthal führt.

## Beschaffenheit
Lediglich die nördliche Straßenseite ist bebaut; die Hausnummern reichen von eins bis 17 und sind ausnahmslos ungerade. Ein Großteil von ihnen sind Fachwerkhäuser.

## Geschichte
Jahrhundertelang waren in der Straße mehrere Gerber ansässig. Bis ins frühe 20. Jahrhundert hinein säumten regelmäßig Fuhrwerke die südliche Straßenseite. Nachdem das Fachwerk mehrerer Häuser später verputzt wurde, wurde es im Lauf des 20. Jahrhunderts wieder freigelegt. Das Haus Nummer 5 wurde in diesem Zeitraum außerdem um ein Stockwert erweitert. Im März 2025 wurde außerdem das Geländer an der südlichen Straßenseite, dass letztere von der Queich trennt, renoviert.